# Lengfeldensiedlung
Die Lengfeldensiedlung (auch: Lengfelden-Siedlung oder Lengfelden Siedlung) ist ein Ortsteil der Gemeinde Bergheim im Bezirk Salzburg-Umgebung (Land Salzburg). Es setzt sich aus einem Gewerbegebiet und einer Wohnsiedlung zusammen.

## Geografie
Lengfelden Siedlung liegt im Südosten des Gemeindegebiets von Bergheim in einer Talmulde zwischen dem südwestlich sich erhebenden Plainberg mit dem leicht erhöht liegenden Dorf Radeck und dem nordöstlichen, zur Gemeinde Hallwang gehörenden Grafenholz. Es nimmt im Grunde die Fläche des Bergheimer Anteils von Kasern ein, welches zwischen der Stadt Salzburg (Stadtteil Kasern) und Bergheim (Teil des Ortsteils Radeck-Kasern) geteilt ist. Lengfelden Siedlung gehört nicht zum nördlich nahe gelegenen und namensgebenden Dorf Lengfelden, sondern noch zu Radeck und somit zur Ortschaft Plain.
Begrenzt wird der Bergheimer Ortsteil im Osten durch die Westbahn (Gemeindegrenze zu Hallwang) und im Westen durch die Lamprechtshausener Straße. Im Süden setzt sich nahtlos der Salzburger Stadtteil Kasern fort, und im Norden ist die Lengfelden-Siedlung vom Dorf Lengfelden durch ein größeres Grüngebiet getrennt. Sowohl die Nord-Süd- als auch die Ost-West-Ausdehnung beträgt zwischen 500 und 600 Meter.
Das umschriebene Gebiet von Lengfelden Siedlung teilt sich in ein nördlich gelegenes Wohngebiet und ein unmittelbar südlich angrenzendes Gewerbeareal. Durchflossen wird der Ortsteil vom Plainbach, der teilweise auch die Gemeindegrenze zu Salzburg bildet.

## Geschichte
Der Ortsteil entwickelte sich als urbanes Gebiet erst ab Anfang des 20. Jahrhunderts, als sich ein Industriebetrieb hier ansiedelte. 1939 kam Kasern zusammen mit dem Plainberg und anderen Gebieten zur Stadt Salzburg, wurde aber 1950 im Tausch gegen ein anderes Areal zu einem Teil wieder Bergheim zugeschlagen und gilt seitdem zusammen mit dem auf einer Anhöhe des Plainbergs liegenden Radeck als Bergheimer Ortsteil Radeck-Kasern. Um sich vom Salzburger Stadtteil namens Kasern abzugrenzen, wird das Bergheimer Kasern als Lengfelden-Siedlung bezeichnet.

## Wirtschaft und Infrastruktur
Wirtschaftliche Betriebe von Bedeutung sind unter anderem ein Baugroßmarkt, die Filiale einer Sport-Handelskette sowie ein Großhandels- und Messezentrum der Modebranche. Das Wohngebiet Lengfeldensiedlung umfasst rund 70 Adressen und ist mit einem Kinderspielplatz ausgestattet.
Verkehr
Lengfelden Siedlung ist über die Lamprechtshausener Straße (B 156) und über die – in diese einmündende – Mattseer Landesstraße (L 101) zu erreichen, unweit südlich von Lengefelden Siedlung befindet sich die Autobahnanschlussstelle Salzburg Nord der Westautobahn (A1).
Mit öffentlichen Verkehrsmitteln ist Lengfelden Siedlung erreichbar über die gleichnamige Haltestelle der Salzburger Buslinie 21. Nächstgelegene Bahnhaltestellen sind die Haltestelle Salzburg Kasern der S-Bahn Salzburg (Linie S 2) und der Bahnhof Bergheim der Salzburger Lokalbahn (Linie S 1).

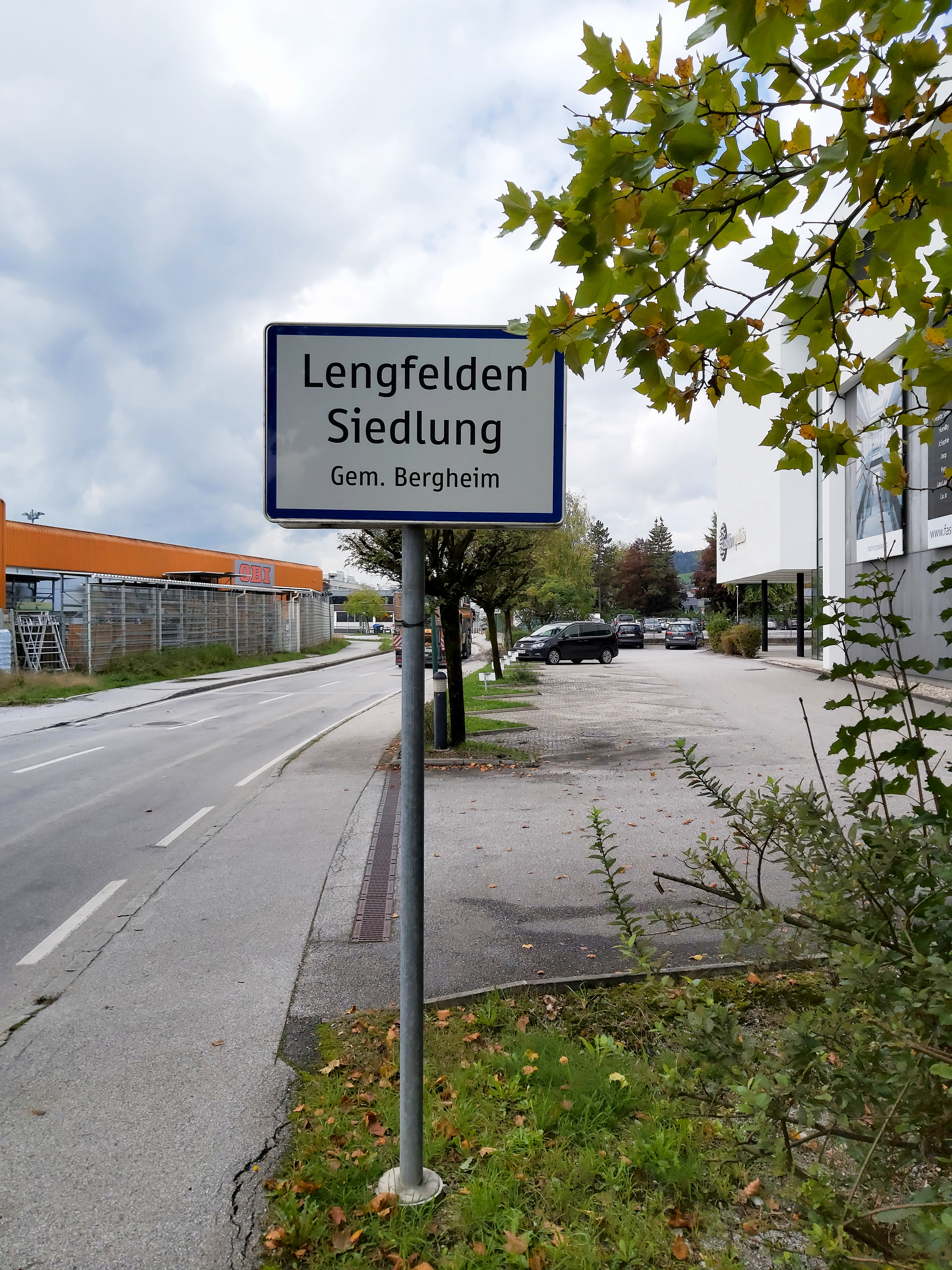
Südliches Ende von Lengfelden Siedlung
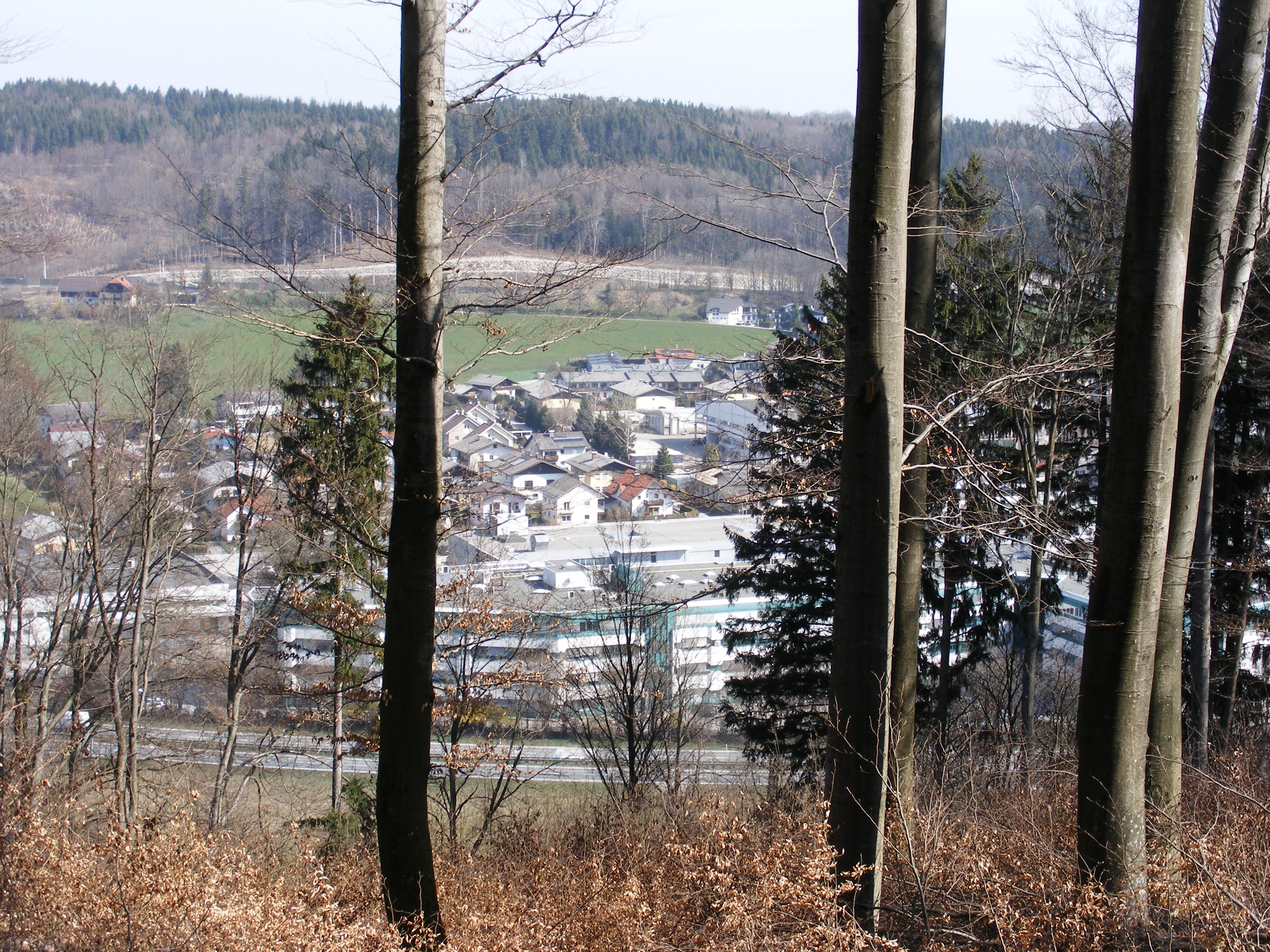
Blick auf die Lengfelden-Siedlung vom Plainberg
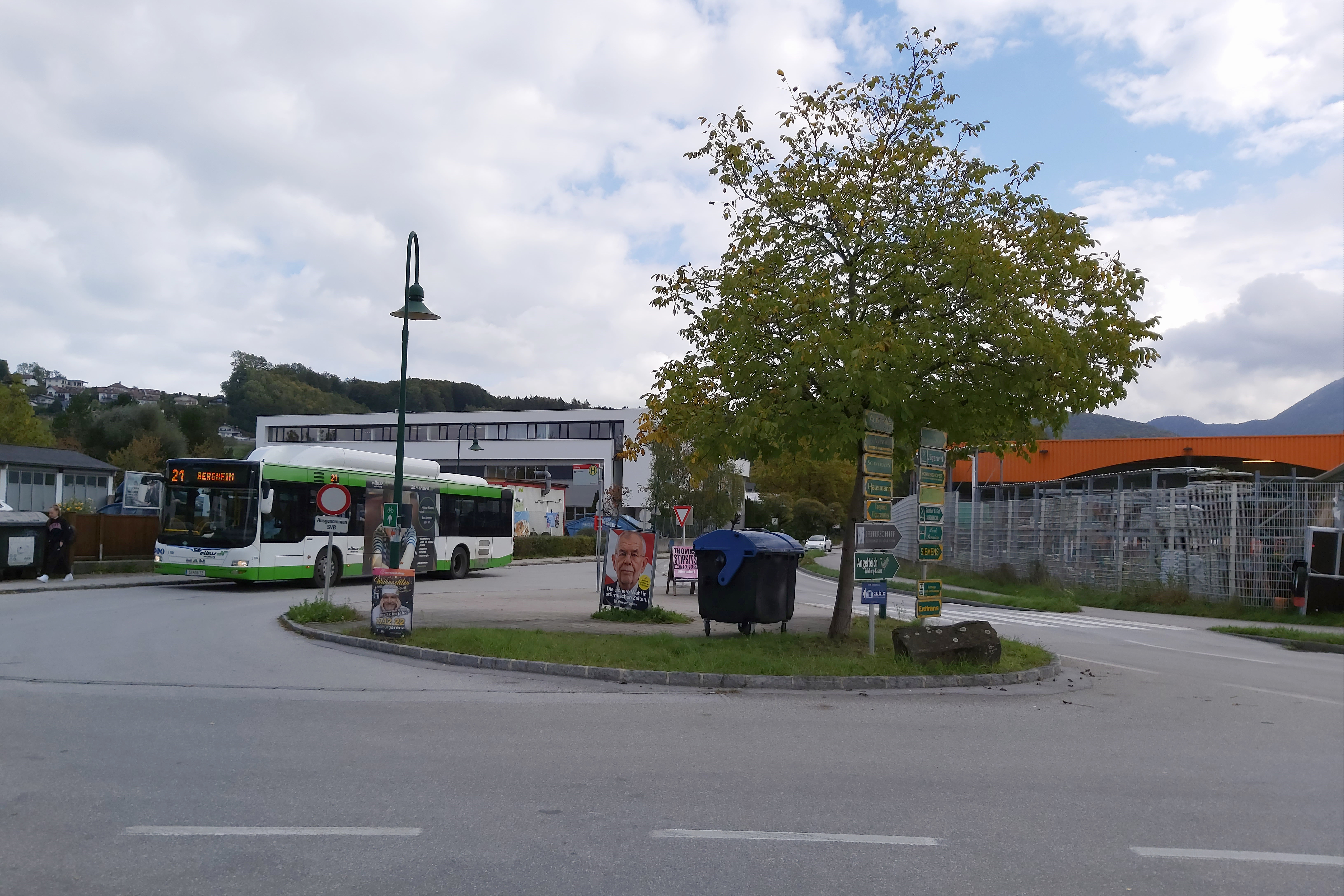
Bus Nr. 21 in der Haltestelle Lengfelden Siedlung
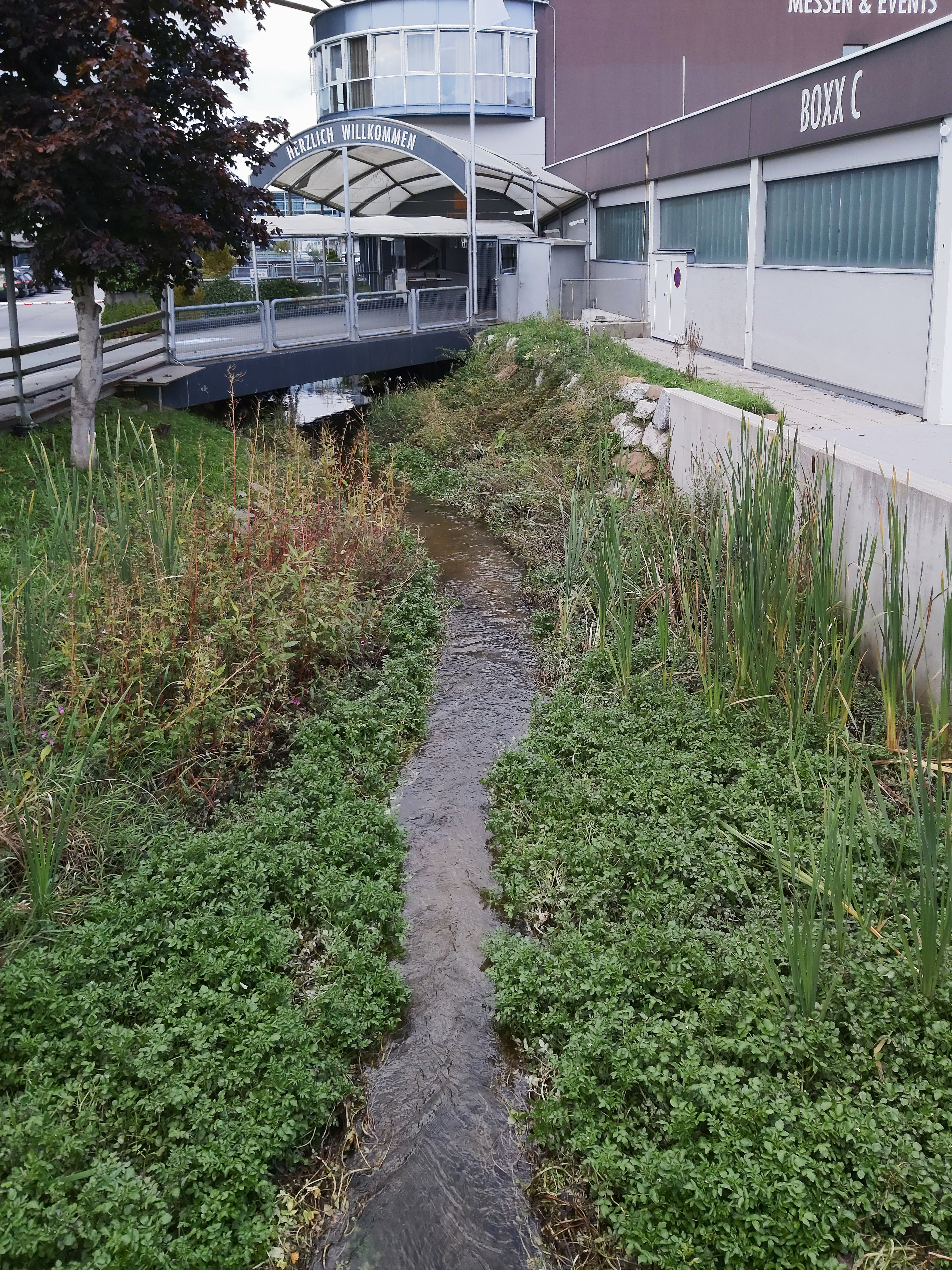
Der Plainbach im Gewerbegebiet